# Calvin Ayé
Calvin Ayé (* 21. September 2001) ist ein französischer Beachvolleyball- und ehemaliger Volleyballspieler. Er wurde 2022 französischer Meister im Sand.

## Karriere Hallenvolleyball
Die Karriere von Calvin Ayé begann am 4. September 2017 im CREPS de Wattignies. Im Nachwuchsleistungszentrum für verschiedene Sportarten und für die schulische Weiterbildung war der junge Franzose bis 2019 am Pôle Espoirs Volleyball Masculin aktiv. Darüber hinaus stand er im zweiten Jahr der Ausbildung auch für Dunkerque Grand Littoral Volley-Ball am Netz. Ebenfalls 2019 bestritt der Außenangreifer sein erstes Turnier für die Juniorennationalmannschaft seines Heimatlandes. Das Team nahm an der Western European Volleyball Zonal Association (WEVZA)-U19-Meisterschaft teil, konnte jedoch bei acht teilnehmenden Mannschaften nur die spanische B-Vertretung hinter sich lassen. Besser lief es eine Saison später mit dem fünften Platz bei der U19/20-EM. Seit der Vorsaison baggerte und schmetterte Ayé noch für France Avenir 2024 bis einschließlich 2021. Anschließend konzentrierte er sich nur noch auf seine Karriere im Sand.

## Karriere Beachvolleyball
Mit Tom Altwies nahm Calvin Aye 2021 an der U22-Europameisterschaft teil. Im weiteren Verlauf der Saison gewann er mit Timothée Platre ein nationales Turnier in Madrid und stand bei zwei nationalen Wettbewerben in Frankreich im Finale. Seit 2022 spielt Ayé mit seinem älteren Bruder Quincy Ayé zusammen auf nationalen Turnieren und auf der neugeschaffenen World Beach Pro Tour. Die Brüder gewannen dabei die französische Meisterschaft, das Future-Turnier in Cortegaça und wurden beim Elite16-Turnier im australischen Torquay Fünfte. 2023 belegten die beiden den Bronzerang beim Future in Montpellier und gewannen die Goldmedaille bei den Mediterranean Beach Games in Heraklion. Im letzten Monat des Jahres erreichten sie die Endrunde beim Queen & Kings of the Court Finale in Doha. Sie konnten zwar die Deutschen Nils Ehlers und Clemens Wickler nicht bezwingen, ließen aber die Engländer Javier und Joaquin Bello hinter sich. 2024 wurden die französischen Brüder zum zweiten Mal gemeinsam Landesmeister. Nach einem weiteren Sieg bei einem nationalen Turnier setzte Calvin Ayé seine Karriere mit Rémi Bassereau fort. Die beiden belegten bei der Europameisterschaft den zweiten Platz im Pool, scheiterten jedoch in der ersten KO-Runde. Bei den letzten drei Challenge-Wettbewerben des Jahres wurden sie Fünfte in Haikou und jeweils Siebte in Chennai und Nuvali. Auch bei der Europameisterschaft 2025 in Düsseldorf schieden Ayé/Bassereau in der ersten KO-Runde aus. Anschließend erreichten sie beim Challenge-Event in Baden den dritten Platz.

## Privates
Edossa Ayé, der Vater von Calvin Ayé, spielte früher ebenfalls Volleyball, u. a. für Nigeria und Dunkerque Grand Littoral Volley-Ball. Seine Mutter war als Basketballerin aktiv. Neben seinem älteren Bruder Quincy Remi hat Calvin noch zwei jüngere Geschwister. Ryan Nosa wurde am 18. März 2005 geboren und tritt ebenso sportlich in die Fußstapfen seiner Mutter wie O’Neil Uche, der am 26. März 2011 zur Welt kam.